# Loyalist Volunteer Force
Le Loyalist Volunteer Force (LVF, français : Force volontaire loyaliste) est un groupe paramilitaire loyaliste d'Irlande du Nord (anti-indépendantiste).
Il s'est formé d'une scission de la brigade de l'Ulster de l'UVF menée par Billy Wright (en) en 1996, en réaction à l'appel à déposer les armes. Il est désigné comme un groupe terroriste par l'Irlande[réf. nécessaire]. L'organisation est placée sur la liste officielle des États-Unis, du Canada et du Royaume-Uni (à partir de juin 1997) et l'était jusqu'en 2009 sur celle de l'Union européenne mais n'apparait plus en 2010.
Le groupe fut responsable de 18 meurtres. Le 27 décembre 1997, le leader, Billy Wright (en), alors emprisonné à Maze, fut abattu par trois membres de l'Irish National Liberation Army (Christopher "Crip" McWilliams, John Glennon et John Kennaway). En réponse à cet assassinat, 10 Irlandais catholiques furent tués par la LVF et l'UFF. En mai 1998, l'organisation déclara un cessez-le-feu et fut la première a rendre des armes, néanmoins, leurs actions reprirent.